# Барах, Мориц
Мориц Барах (нем. Moritz Barachh); псевдоним Мерцрот (нем. Märzroth; 1818, Вена — 1888, Зальцбург), — австрийский писатель, сатирик, поэт и драматург.

## Биография
Родился 21 марта 1818 года в Вене в еврейской семье. Племянник философа Игнаца Йейттелеса и его жены Фанни Барах (1797—1854).
Начало он свою литературную деятельности приблизительно в 1837 году, когда он присоединился к сотрудникам газет «Theaterzeitung», «Humorist», «Gegenwart» и т. д. В этих газетах под псевдонимом Мерцрот Барах писал в основном юмористические фельетоны, которые отличались тонким остроумием. В 1846 — 1847 годах он также издавал юмористический альбом «Brausepulver» и совместно с другими литературными деятелями Германии того времени возродил юмористические газеты «Der Komet» и «Die komische Welt».
В 60-х годах XIX века в журнале «Ueber Land und Meer» Барах печатал «Wiener Croquis», которая рассказывала о научной и литературной жизни Вены.
Умер 15 февраля 1888 года в Зальцбурге.

### Семья
- Брат — доктор медицины Ашер (Адам) Барах-Раппапорт (1803—1867), выпускник Венского университета, врач и учёный-медик в Лемберге, автор монографии «Die brom- und jodhaltigen alkalischen Heilquellen» (1842) и других работ по бальнеологии[8]. Его внук — русский дипломат Артемий Маркович Выводцев.